# Ústavní zákon o zániku České a Slovenské Federativní Republiky
Ústavním zákonem ze dne 25. listopadu 1992 o zániku České a Slovenské Federativní Republiky vyslovilo Federální shromáždění ústavní rozhodnutí o zániku České a Slovenské Federativní republiky. Nešlo o způsob, kterým federace může zaniknout, ale o nový ústavní zákon, podle kterého měla existence federace prostě skončit 31. prosince 1992 o 24.00 středoevropského času.

## Hlasování
Ve středu 25. listopadu 1992 dopoledne se Federální shromáždění sešlo k jednání a dohodovací výbor předložil kompromisní návrh. Hlasování proběhlo přesně ve 13.21.
143 poslanců v Sněmovně lidu hlasovalo takto:
- Pro: 92
- Proti: 16
- Zdrželi se: 25
- Nezúčastnili se: 8

72 poslanců slovenské části Sněmovny národů hlasovalo takto:
- Pro: 46
- Proti: 7
- Zdrželi se: 16
- Nezúčastnili se: 3

72 poslanců české části Sněmovny národů hlasovalo následovně:
- Pro: 45
- Proti: 7
- Zdrželi se: 11

## Zánik České a Slovenské Federativní Republiky
Česká a Slovenská Federativní Republika zanikla uplynutím dne 31. prosince 1992. Jejími nástupnickými státy se stala Česká republika a Slovenská republika.